# Torneo de Estoril 2019
El Millennium Estoril Open 2019 fue un torneo de tenis que perteneció a la ATP en la categoría de ATP World Tour 250. Se disputó entre el 29 de abril y el 5 de mayo de 2019 sobre polvo de ladrillo en el Clube de Ténis do Estoril en Estoril (Portugal).

## Distribución de puntos
| Modalidad            | Campeón | Finalista | Semifinales | Cuartos de final | 2ª ronda | 1ª ronda | Clasificados | 2ª ronda de clasificación | 1ª ronda de clasificación |
| Individual masculino | 250     | 165       | 100         | 50               | 25       | 0        | 13           | 7                         | 0                         |
| Dobles masculino     | 250     | 150       | 90          | 45               | 20       | 0        | -            | -                         | -                         |

## Cabezas de serie

### Individuales masculino
| Tenista            | Ranking | Preclasificado |
| Stefanos Tsitsipas | 8       | 1              |
| Fabio Fognini      | 12      | 2              |
| Gaël Monfils       | 19      | 3              |
| David Goffin       | 22      | 4              |
| Dušan Lajović      | 24      | 5              |
| Álex de Miñaur     | 26      | 6              |
| Pablo Carreño      | 29      | 7              |
| Frances Tiafoe     | 30      | 8              |

- Ranking del 22 de abril de 2019.[2]

### Dobles masculino
| Tenista                        | Ranking | Preclasificado |
| Rajeev Ram Joe Salisbury       | 41      | 1              |
| Ben McLachlan Matwé Middelkoop | 69      | 2              |
| Leonardo Mayer João Sousa      | 90      | 3              |
| Marcus Daniell Wesley Koolhof  | 95      | 4              |

## Campeones

### Individual masculino
Stefanos Tsitsipas venció a  Pablo Cuevas por 6-3, 7-6(7-4)

### Dobles masculino
Jérémy Chardy /  Fabrice Martin vencieron a  Luke Bambridge /  Jonny O'Mara por 7-5, 7-6(7-3)